# Anomobryum semiovatum
Anomobryum semiovatum là một loài Rêu trong họ Bryaceae. Loài này được (Brid.) A. Jaeger mô tả khoa học đầu tiên năm 1875.